# Sumberarum (Kerek)
Sumberarum is een bestuurslaag in het regentschap Tuban van de provincie Oost-Java, Indonesië. Sumberarum telt 2323 inwoners (volkstelling 2010).